# Гетерополимеры
Гетерополимеры — полимеры, молекулы которых состоят из нескольких разных типов мономеров. Этим они отличаются от гомополимеров, в состав которых входит единственный тип мономеров. К гетерополимерам относятся такие природные биополимеры, как белки, нуклеиновые кислоты, пептидогликан, гиалуроновая кислота и другие.
Гетерополимеры бывают регулярными и нерегулярными. В регулярных гетерополимерах чередование звеньев подчиняется определенной закономерности, они выстроены в предсказуемом порядке: -А-В-А-В-А-В- или -А-А-В-А-А-В-А-А-В-, где А и В — разные типы мономеров. К ним относятся, например, гиалуроновая кислота. Это регулярный гетерополимер, в котором два типа  мономеров — N-ацетилгюкозамин и глюкуроновая кислота — чередуются как А-В-А-В-А-В-. Такие гетерополимеры близки к гомополимерам, поскольку дисахаридное звено  -А-В- можно считать их мономером. Более сложный разветвленный гетерополимер — - пептидогликан.
К нерегулярным гетерополимерам  относятся природные белки и нуклеиновые кислоты - ДНК и РНК. Чередование мономеров, которых в белках более 20 типов, а в нуклеиновых кислотах - по 4 основных типа, не подчиняется определенным закономерностям. Искусственным путём могут быть получены белки и нуклеиновые кислоты, представляющие собой гомополимеры. Так, первой искусственно синтезированной молекулой РНК была молекула поли-У - гомополимер из уридиловых нуклеотидов, а синтезированным на её основе белком оказался гомополимер полифенилаланин. В природных молекулах нуклеиновых кислот могут встречаться гомополимерные участки (например. поли-А участок эукариотических мРНК).
Нерегулярная природа нуклеиновых кислот позволяет им выполнять функции хранения и реализации генетической информации, а нерегулярная структура белков — приобретать сложную и разнообразую конформацию и выполнять множество разных биологических функций.